# Windows Skrivbordssökning
Windows Skrivbordssökning (eng: Windows Desktop Search) är ett program för att snabbt söka efter filer och mappar i Windows. Man kan också välja att söka på Internet, dock endast med Live Search. Verktyget är likt Windows Vistas sökverktyg i Start-menyn. Programmet är kompatibelt för 32-bitars och 64-bitars Windows XP och Windows Server 2003-operativsystem.